# Fred Immler
Fred Immler (* 10. Dezember 1880 in Coburg; † 20. Februar 1965 ebenda; gebürtig Ferdinand Immler) war ein deutscher Schauspieler.

## Leben
Er arbeitete von 1900 bis 1902 bei der Deutschen Bank in Berlin und von 1902 bis 1904 bei der Dresdner Bank. Im Jahr 1905 ließ er sich in Coburg zum Schauspieler ausbilden und trat von 1906 bis 1908 am dortigen Hoftheater auf.
Von 1908 bis 1909 wirkte er am Residenztheater Hannover, 1909 am Sommertheater in Posen und 1909/10 am Hoftheater in Gera. Im Jahr 1910 spielte er am Liebich-Theater und am Victoria-Theater in Breslau.
Dann wurde Immler Filmschauspieler und stand von 1912 bis 1914 mehrmals an der Seite von Asta Nielsen vor der Kamera. Von 1916 bis 1918 leistete er Kriegsdienst. Er kehrte 1919 zum Film zurück, erhielt aber nur noch Nebenrollen. Im Jahr 1935 beendete er seine schauspielerische Tätigkeit und betreute als Disponent einer Produktionsfirma bis 1945 andere Schauspieler. Nach dem Zweiten Weltkrieg lebte er wieder in Coburg.

## Filmografie
- 1912: Der Totentanz
- 1912: Das Mädchen ohne Vaterland
- 1912: Die Papierspur
- 1913: Die Suffragette
- 1913: Die Filmprimadonna
- 1914: Die falsche Asta Nielsen
- 1914: Weiße Rosen
- 1914: Zapatas Bande
- 1914: Das Kind ruft
- 1914: Engelein
- 1914: Die Finsternis und ihr Eigentum
- 1914: Die Tochter der Landstraße
- 1914: Vordertreppe – Hintertreppe
- 1916: Der feldgraue Groschen
- 1917: Jan Vermeulen, der Müller aus Flandern
- 1919: Madame Dubarry
- 1919: Vendetta
- 1919: Indische Nächte
- 1919: Ich lasse dich nicht
- 1919: Maria Evere
- 1919: Die Teufelskirche
- 1919: Die Tochter des Mehemed
- 1920: Johann Baptiste Lingg
- 1920: Das Drama von Glossow
- 1920: Der gelbe Tod (2 Teile)
- 1920: Mascotte
- 1920: Die sprechende Hand
- 1920: Tamburin und Castagnetten
- 1920: Die Teufelsanbeter
- 1921: Begierde
- 1921: Ebbe und Flut
- 1921: Die schwarze Rose von Cruska
- 1921: Die im Schatten gehen
- 1921: Die Hafenlore (2 Teile)
- 1921: Aus den Akten einer anständigen Frau
- 1921: Memoiren eines Kammerdieners
- 1921: Das  Achtgroschenmädel
- 1922: Der Graf von Charolais
- 1922: Die siebente Nacht
- 1922: Jussuf el Fanit, der Wüstenräuber
- 1923: Der allmächtige Dollar
- 1923: Abenteuer einer Nacht
- 1923: Das schöne Mädel
- 1923: Menschen und Masken
- 1924: Die Liebe ist der Frauen Macht
- 1924: Dreiklang der Nacht
- 1924: Mister Radio
- 1924: Auf gefährlichen Spuren
- 1924: Die Hermannschlacht
- 1926: Die elf Schill’schen Offiziere
- 1929: Waterloo
- 1929: Besondere Kennzeichen
- 1929: Das Schiff der verlorenen Menschen
- 1929: Lux, der König der Verbrecher
- 1932: Die elf Schill’schen Offiziere
- 1932: Tannenberg
- 1932: Der große Bluff
- 1932: Kampf um Blond
- 1933: Das häßliche Mädchen
- 1933: Es war einmal ein Musikus
- 1933: Keine Angst vor Liebe
- 1933: Es gibt nur eine Liebe
- 1933: Der Traum vom Rhein
- 1934: Das verlorene Tal
- 1934: Zu Straßburg auf der Schanz
- 1934: Abenteuer im Südexpress
- 1934: Liebe, Tod und Teufel
- 1934: Pechmarie
- 1935: Der blaue Diamant